# 二水 (大字)
二水，原稱為二八水，是臺灣彰化縣二水鄉的一個傳統地域名稱，也是全鄉行政及商業中心所在地，位於該鄉中部偏西地帶。相較於今日行政區，其範圍大致包括惠民村不含北北西側邊界地帶、文化村、光化村東南部邊界地帶、聖化村、裕民村、修仁村西部邊界地帶、二水村東北半部、五伯村東北半部的南半部、過圳村東北部邊界地帶的中北段。

## 歷史
台灣清治末期至日治初期，二水地區為一街庄，稱為「二八水庄」，隸屬於東螺東堡。該庄西北與內三塊厝庄為鄰，北與過圳庄為鄰，東北與松柏坑庄為鄰，東南邊為大坵園庄，南邊為過溪仔庄，西南邊為下水埔庄。
1901年（日治明治三十四年）11月，全台廢縣廳改設二十廳，該庄隸屬於彰化廳。1903年（明治三十六年）6月，該庄編入「二八水區」，隸屬於彰化廳。1909年（明治四十二年）10月，合併二十廳為十二廳，二八水區改隸屬於臺中廳。1920年（大正九年），該庄改制並簡化為「二水」大字，隸屬於臺中州員林郡二水庄。
戰後二水庄改制為二水鄉，隸屬於臺中縣，大字亦改制為村。1950年10月，中、彰、投分治，二水鄉改隸屬彰化縣。

## 聚落
本地區發展較早的聚落有福興、二八水等，在日治期初期的官方地圖上已有記載。此外，本地區尚有柳仔坑、有水坑、五伯埔（臺灣話：Gōo-peh-poo-á）聚落。

## 交通
台鐵縱貫線是台灣西部南北鐵路幹線，大致以西北—東南走向經過二水地區中部偏東北地帶。境內北部邊界地帶設有二水車站，屬二等站，停靠部分自強號列車，及全部的莒光號、區間車、區間快車。二水車站亦為集集線的起點。由此車站可前往台鐵沿線各站。
縣道137號（山腳路一段）是彰化至二水源泉的道路，主要沿八卦台地西側山麓地帶而行，大致以西北西—東南東走向轉西北—東南走向再轉縱向再轉西北—東南走向經過本地區東北部。由該道路向西北西轉北北西可前往田中、社頭、員林、大村、花壇、彰化等地，向東南可前往大坵園、鼻子頭並止於縣道152號路口。
縣道141號（民生路、南通路二段）是員林至林內的道路，大致以北向南由本地區北部邊界略偏西側入境，至縣道152號（水防道路）路口轉南南東與其共線，轉東南至鄉道彰110線路口轉東南東，最終於本地區東南部邊界出境。由該道路向北經員集路四段陸橋、鐵路陸橋下後轉北北西可前往田中、社頭、員林並止於省道台1線路口，向東南東轉南南西獨行後可前往林內並止於省道台3線路口。
縣道152號（水防道路、民生路、南通路二段）是大城鄉公館至名間的道路，大致以西北—東南走向由本地區北部邊界西側入境，至縣道141號（民生路）路口轉轉南南東與其共線，轉東南至鄉道彰110線路口轉東南東，最終於本地區東南部邊界出境。由該道路向西北轉西南西再轉西北可前往溪州、埤頭南部、竹塘、大城等地，向東南東轉東南再轉東南東獨行後可前往名間並止於省道台3線路口。
鄉道彰110線（文昌路）是二水至溪底的道路，其東北側端點位於本地區中部舊縣道152號（員集路三段）轉角路口。由此向南南西轉西南經縣道141號、縣道152號共線路口後，可前往濁水溪溪邊。
鄉道彰112線（光文路、惠民路）是二水至惠民的道路，其西側端點位於本地區中部偏西北的舊縣道141號（員集路四段、三段）轉角路口。由此向東北至台鐵二水車站前轉東南沿鐵路南側而行，至路口轉東北過鐵路平交道、八堡一圳福德橋後止於縣道137號路口。

## 學校
- 二水國小